# Jacob Salomon
Pour les articles homonymes, voir Salomon.
Jacob Salomon (ou Jacob Solomon), né le 18 novembre 1911 à Jassi (Roumanie) et mort en 1988 en Roumanie, est un Juif roumain, communiste, qui durant la Seconde Guerre mondiale est membre des Francs-tireurs et partisans - Main-d'œuvre immigrée (FTP-MOI), interné évadé. Il est l'époux d'Olga Bancic, morte guillotinée le 10 mai 1944 à Stuttgart, résistante roumaine, juive et communiste, soldate volontaire des FTP-MOI de la région parisienne.

## Biographie
Jacob Salomon est le fils d’Abraham et de Marie, née Lobel.
Il épouse Golda Bancic, alors âgée de seize ans et demi, en Roumanie,.

### Paris
Arrivé en France le 18 juillet 1937 par Modane (Savoie), il est porteur d’un passeport roumain valable seulement trois mois, délivré le 20 mai, pourvu d'un visa du consulat de France à Bucarest daté du 17 juillet. Il se présente à la préfecture de Police de Paris le 17 juin 1938. Un récépissé de demande de carte d’identité valable trois mois lui est alors délivré.
Jacob Salomon et Golda Bancic habitent au 11, cité Popincourt, puis au 60, rue Saint-Sabin dans le 11e arrondissement de Paris.
Le couple a une fille, Dolores, née le 26 mai 1939 dans le 12e arrondissement. Elle est reconnue par Jacob Salomon. Elle est prénommée Dolorès en hommage à Dolores Ibárruri « La Pasionaria ».
Jacob Salomon travaille comme colleur d’imperméables, rue Amelot dans le 11e arrondissement, pour un salaire de 300 francs par semaine. Golda Bancic n'a pas de travail. Jusqu'au début de la Seconde Guerre mondiale, le couple reçoit de l'aide financière des parents de Jacob Salomon, réfugiées aux États-Unis, de l'ordre de 25 à 30 dollars par mois et des parents de Golda Bancic, qui font parvenir 1 000 francs par mois de Chisinau (Roumanie).

### Brigades internationales
Jacob Salomon rejoint les Brigades internationales.

### Seconde Guerre mondiale
Jacob Salomon s'engage dans l'armée française le 16 octobre 1939. Mais il est réformé définitivement par la commission de réforme siégeant le 8 novembre à Perpignan (Pyrénées-Orientales).
Jacob Salomon et Olga Bancic transportent des armes pour la résistance.
À la suite sans doute d'une rafle, Jacob Salomon est interné le 1er septembre 1941 au camp de Drancy. Hospitalisé à Tenon (Paris 20e), il s’en évade dans la nuit du 23 au 24 septembre 1941. Olga Banci l'aurait aidé à s'évader.
Il rejoint en mars 1943 les FTP-MOI, puis est détaché dans le groupe de langue roumain pour développer l’activité politique. Il prend le pseudonyme de Alexandru Jar dit Dubois.
À la suite de son action dans la Résistance, de son arrestation par la police française et de sa condamnation à mort par les Allemands, Olga Bancic est guillotinée le 10 mai 1944 à Stuttgart.

### Après la guerre
Jacob Salomon rentre en Roumanie devenue communiste après la Seconde Guerre mondiale. Il se fait appeler Alexandru Jar, à cause de l'antisémitisme qui y règne. Il est membre du Parti ouvrier roumain (POR) et travaille au ministère de l’Intérieur. Veuf, il épouse la danseuse étoile de l’Opéra d’État, Alexandra Tschiltske. Il devient écrivain, poète et garde la mémoire de Golda Bancic, qu'il présente sous un prénom russe, Olga, toujours en raison de l'antisémitisme ambiant.
Il fait un séjour en 1952 en Union soviétique. Il en revient désabusé. Il s'exprime clairement à ce sujet jusqu'en 1956. Il est exclu de l’Union des écrivains et du Parti ouvrier. La police le surveille jusqu'à la fin de l'année 1966.
La fille de Jacob Salomon et d'Olga Bancic, Dolores, retournée en Roumanie avec son père, après la Seconde Guerre mondiale, se faisant appeler Dolly, part en Israël, à la chute du communisme en Roumanie.